# Soraluze-Placencia de las Armas
Soraluze-Placencia de las Armas – gmina w Hiszpanii, w prowincji Guipúzcoa, w Kraju Basków, o powierzchni 14,22 km². W 2011 roku gmina liczyła 3981 mieszkańców.